# Oslí
Oslí je malá vesnice, část obce Chrást v okrese Příbram ve Středočeském kraji. Nachází se asi 1,5 kilometru západně od Chrástu. Vesnicí protéká Skalice. Prochází tudy železniční trať Březnice – Rožmitál pod Třemšínem. Je zde evidováno 13 adres. V roce 2011 zde trvale žilo 21 obyvatel.
Oslí je také název katastrálního území o rozloze 1,13 km².

## Historie
První písemná zmínka o vesnici pochází z roku 1544.

## Obyvatelstvo
| Rok            | 1869 | 1880 | 1890 | 1900 | 1910 | 1921 | 1930 | 1950 | 1961 | 1970 | 1980 | 1991 | 2001 | 2011 | 2021 |
| -------------- | ---- | ---- | ---- | ---- | ---- | ---- | ---- | ---- | ---- | ---- | ---- | ---- | ---- | ---- | ---- |
| Počet obyvatel | 90   | 96   | 84   | 88   | 77   | 72   | 75   | 46   | 35   | 46   | 33   | 20   | 24   | 21   | 21   |
| Počet domů     | 13   | 13   | 13   | 14   | 13   | 13   | 13   | 13   | 13   | 13   | 10   | 12   | 12   | 12   | 12   |

## Obecní správa
Při sčítání lidu v letech 1850–1876 Oslí bylo osadou obce Přední Poříčí v okrese Blatná. V letech 1877–1979 bylo osadou obce Chrást, se kterým patřily nejprve do okresu Blatná, ale od roku 1960 v okrese Příbram. Od 1. ledna 1980 do 23. listopadu 1990 bylo částí města Březnice v okrese Příbram. Od 24. listopadu 1990 je opět částí obce Chrást v okrese Příbram.

## Galerie

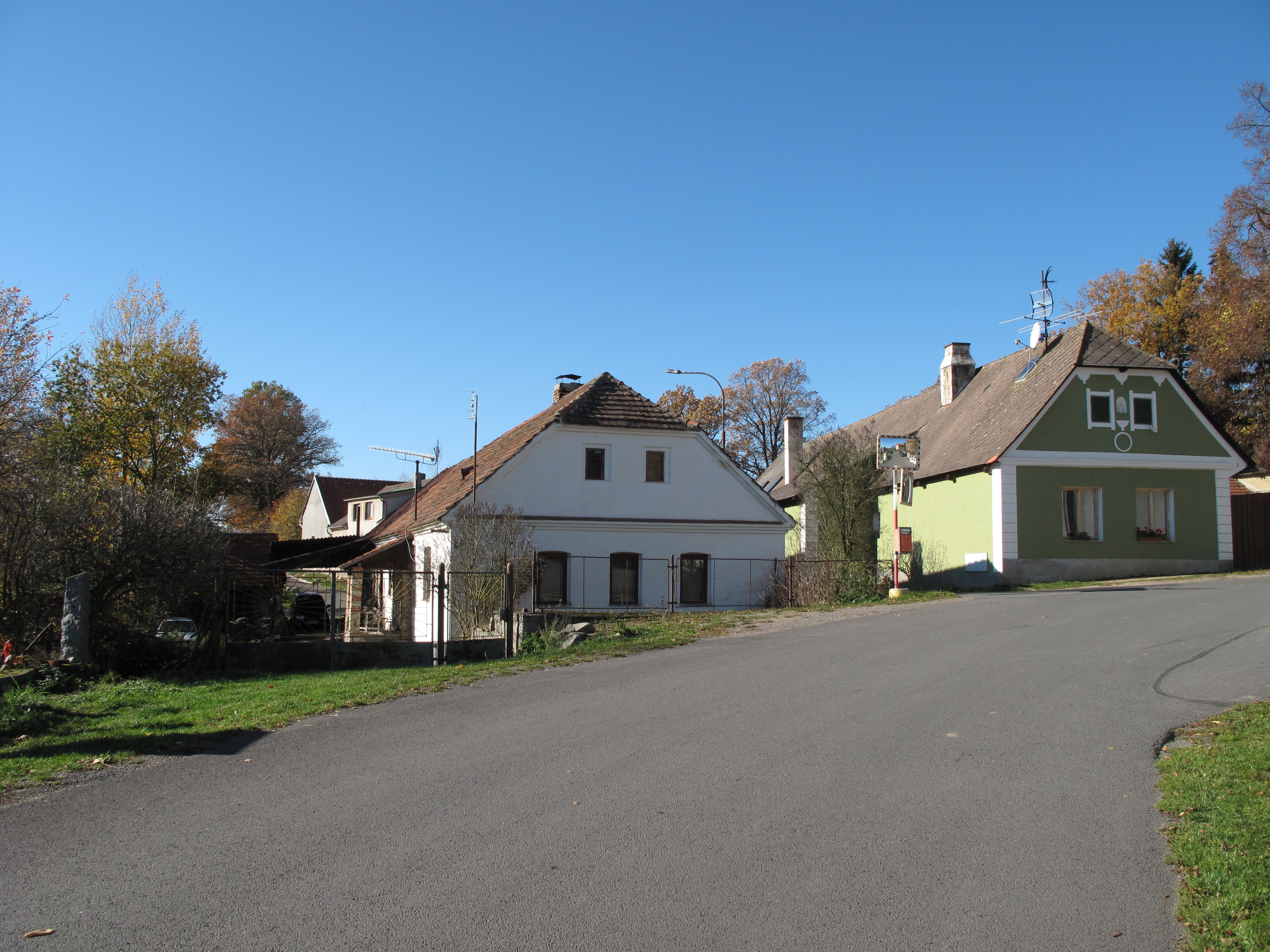
Domy
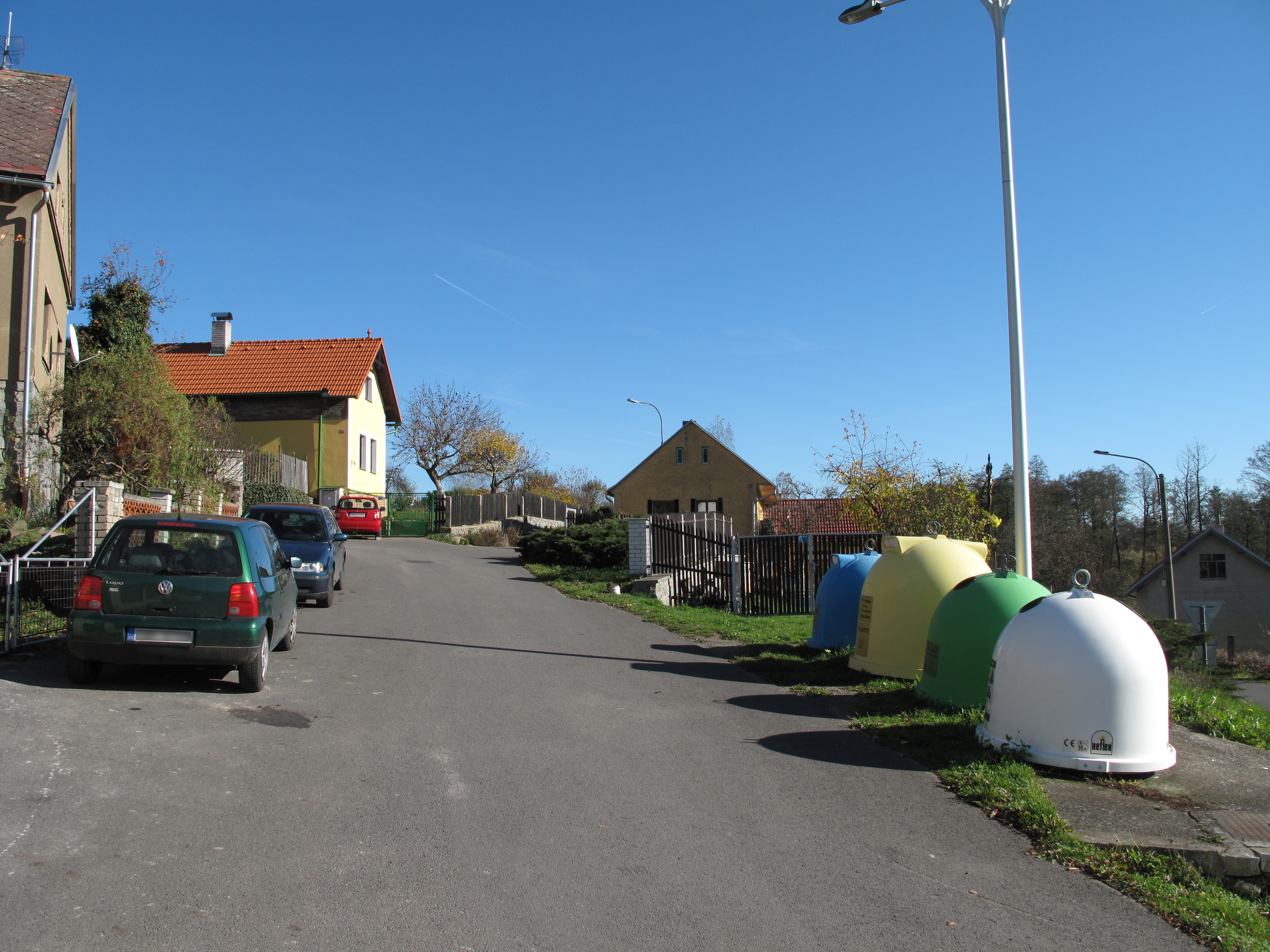
Ulice